# Janice Radway
Janice Radway, née le 29 janvier 1949, est une universitaire et critique littéraire américaine. Elle est notamment l'auteur d'une étude sur la lecture de romances aux États-Unis.  

## Biographie
Janice Radway obtient un Bachelor (BA) à l'université de l'État du Michigan en 1971 puis un master (MA) à l'université d'État de New York à Stony Brook en 1972 et enfin un doctorat (Professional Graduate Studies ou Ph.D.) à l'université de l'État du Michigan en 1977. Elle enseigne quelque temps dans le Département de la civilisation américaine à l'université de Pennsylvanie. Elle est professeur de littérature et d'Histoire à l'université Duke à Durham (Caroline du Nord).
Janice Radway s'intéresse principalement à l'histoire de l'alphabétisation et de la lecture aux États-Unis et en particulier celles des femmes. En 1998, dans son discours en tant que présidente de l'association American Studies Association, elle déclare que « l'identité nationale américaine » (« American national identity ») s'est « construite par le biais de relations de domination et d'oppression » (« brought into being through relations of dominance and oppression ») et appelle à placer l'étude de l'impérialisme américain « au centre du programme de la spécialité » (« at the heart of the field's agenda. »).
Dans son étude sur la pratique de lecture de romans sentimentaux, Janice Radway estime que les femmes y trouvent une forme de compensation, un moment de liberté éloigné de leurs rôles d'épouse et de mère. Cela peut être considéré « comme une forme limitée, prudente mais néanmoins légitime de contestation ».

## Œuvres
- (en) Reading the Romance, 1991
- (en) A Feeling for Books: The Book-of-the-Month Club, Literary Taste and Middle Class Desire, 1997
- (en) American Studies: An Anthology, 2008
- (en) Print in Motion: The Expansion of Publishing and Reading in the United States, 1880-1945, 2008